# Die Zauberflöte
|  | Aquest article tracta sobre l'òpera de Mozart; per a la pel·lícula d'Ingmar Bergman, vegeu l'article Trollflöjten |

Die Zauberflöte (en alemany; representada habitualment com a La flauta màgica, K. 620) és un singspiel (òpera còmica alemanya) en dos actes de Wolfgang Amadeus Mozart, amb un llibret d'Emanuel Schikaneder, basat en part en l'obra Lulu, oder die Zauberflöte, d'A.J. Liebeskind, i en part en l'obra Sethos, de Jean Terrasson. La primera representació va tenir lloc a Viena el 30 de setembre de 1791, al Theater auf der Wieden, dos mesos abans de la mort de Mozart, i el rol de Tamino fou interpretat pel tenor Benedikt Schack, gran amic de Mozart. A Catalunya no s'estrenà fins al 15 de gener de 1925 al Gran Teatre del Liceu.
En resposta a la proposició de Schikaneder de crear una òpera en alemany, Mozart s'hi posà a treballar el març de 1791. El tema de l'òpera s'inspira en els Contes orientals de Wieland, encara que Schikaneder, francmaçó com Mozart, adaptà el text introduint-hi ritus, ideals i símbols d'inspiració maçònica.

## Origen i context

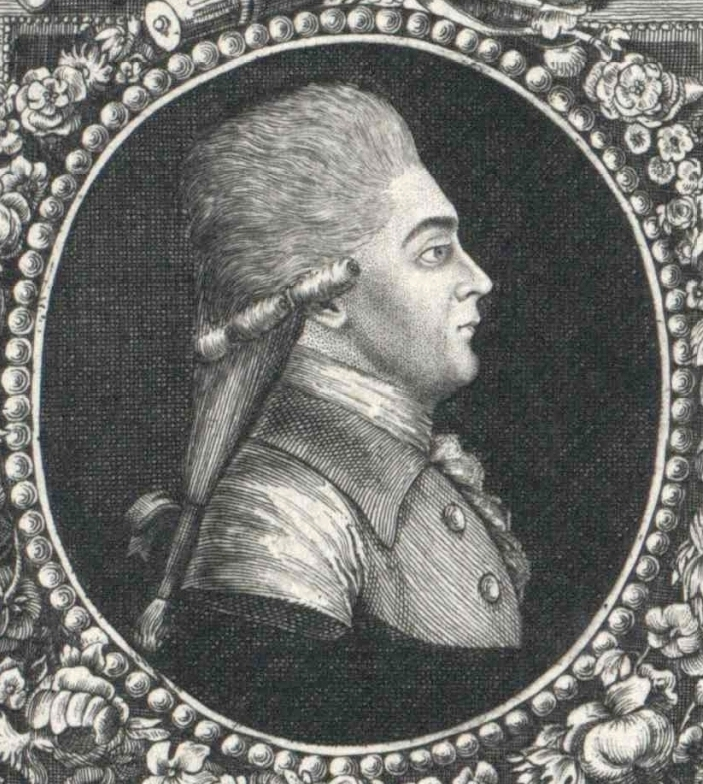
Emanuel Schikaneder va escriure el llibret

L'any 1791, Schikaneder, conegut actor, escriptor, i empresari teatral entre altres activitats, proposa a Mozart la possibilitat de col·laborar per fer una òpera junts. Ni Mozart ni Schikaneder estaven passant per un bon moment econòmic, i van pensar que d'aquesta manera podrien tirar endavant. Mozart va acceptar la idea i, mentre componia la música per a l'òpera, va començar a compondre el Rèquiem i la seva òpera La clemenza di Tito.
L'argument de l'òpera ha estat molt discutit. Mentre que molts investigadors la veuen simplement com un conte de fades, altres la veuen plena de simbolisme i referències a la maçoneria. En aquest sentit, i malgrat la forta influència de la cultura popular, La flauta màgica és una guia d'una iniciació maçònica segons el Ritu Zinnendorf. De la mateixa manera, molts autors -entre ells Gérard Gefen-, han vist una prefiguració d'Ignaz von Born en el paper de Sarastro. Von Born era un individu amb gran influència en la maçoneria austríaca de l'època, i va ser qui hi va apadrinar l'ingrés de Mozart. Molta gent considera que el triple acord de l'obertura d'aquesta òpera és un clar signe maçònic (la "bateria maçònica"), que anunciaria el caràcter propagandístic de l'obra, a fi de difondre la maçoneria en un moment en què l'Arxiducat d'Àustria intentava prohibir-la. Així mateix, el tema de la lluita entre la llum i la foscor és un símbol recurrent en els ensenyaments maçònics.

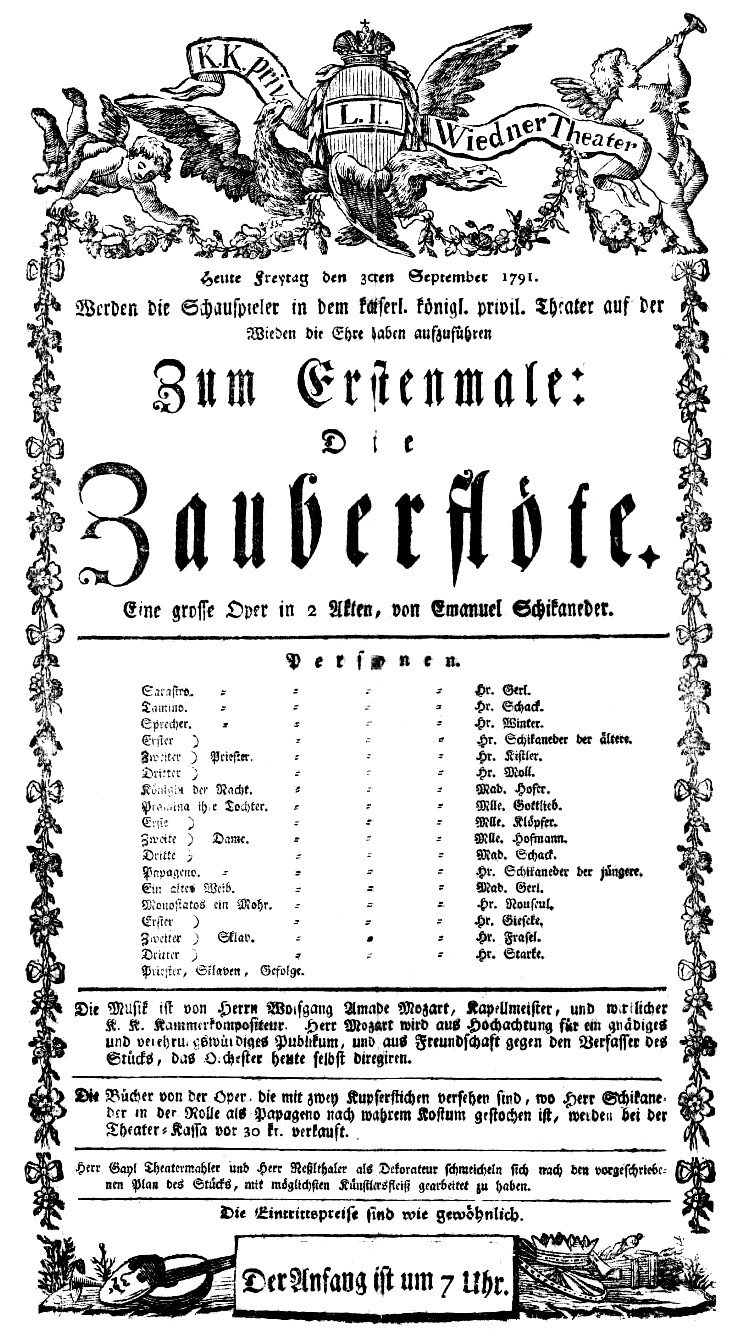
Cartell de l'estrena, el 30 de setembre de 1791

El llibretista, Schikaneder, era un escriptor mediocre, i Mozart, que possiblement va intervenir també en el text, tampoc no era gaire bo escrivint. Hi ha bastants escenes parlades, però això és perquè s'acosta més al singspiel alemany que a l'òpera italiana. Però Mozart va escriure la música més sublim que havia sortit fins aleshores de la seva ploma. Sense haver de seguir les normes més rígides de l'òpera italiana, va emprar música de ressò popular i elements afins al gust alemany que es fan notar especialment en la música que canta Papageno, un autèntic «home del poble» alemany, amb ressons folklòrics i moments encisadorament «nòrdics» com les escenes en les quals intervenen les campanetes màgiques.
De La flauta màgica, Goethe deia que es podia prestar a lectures múltiples, procurant un plaer senzill a la multitud i lliurant tresors secrets als iniciats. El llibret de Schikaneder es pot, en efecte, llegir simplement com una bonica història encisadora o com un recorregut iniciàtic si es posseeixen les claus dels ritus maçònics. El tema de l'òpera és l'educació de l'ésser humà per a accedir a una moralitat més elevada adquirint saviesa, amor i bondat. Els obstacles que ha de superar són el preu a pagar per accedir al coneixement i a l'amor. La vida és la lluita de la llum amb la foscor, del bé amb el mal, del racionalisme amb la superstició, del matriarcat amb el patriarcat.
La música de Mozart uneix aquestes oposicions i forma així una carcassa, la de l'ésser humà simplement. La Flauta màgica és la fi d'un viatge de descobriments que Mozart acabava de fer a través del seu segle, la suma de totes les seves inspiracions, de la més popular a la més majestuosa.
Com en totes les seves creacions anteriors, Mozart es va preocupar de donar als seus personatges la música que correspon a la seva psicologia personal. La fúria i la maldat de la Reina de la Nit, amb rivets màgics, s'expressen claríssimament en les seves dues àries de notes picades, sobreagudes i ferotges; tot al contrari, el gran sacerdot Sarastro, emblema de la maçoneria humana i comprensiva, canta amb una veu de baix de gran aplom i serenitat. Tamino, príncep noble, canta amb la veu que Mozart reservava sempre als enamorats del seu repertori, i Pamina és una princesa que canta els seus sentiments amb dolçor i amb un tint malenconiós quan tem no ser estimada.
Per la seva poètica, el seu color harmònic, melòdic i instrumental, La flauta màgica és considerada la primera òpera alemanya.

## Representacions
Des de la seva estrena, aquesta òpera no va tenir gaire èxit. A finals del segle xx, La flauta màgica s'ha convertit en una referència del repertori operístic estàndard, i apareix sempre als primers llocs en la llista de les òperes més representades a tot el món.

## Argument

### Acte I

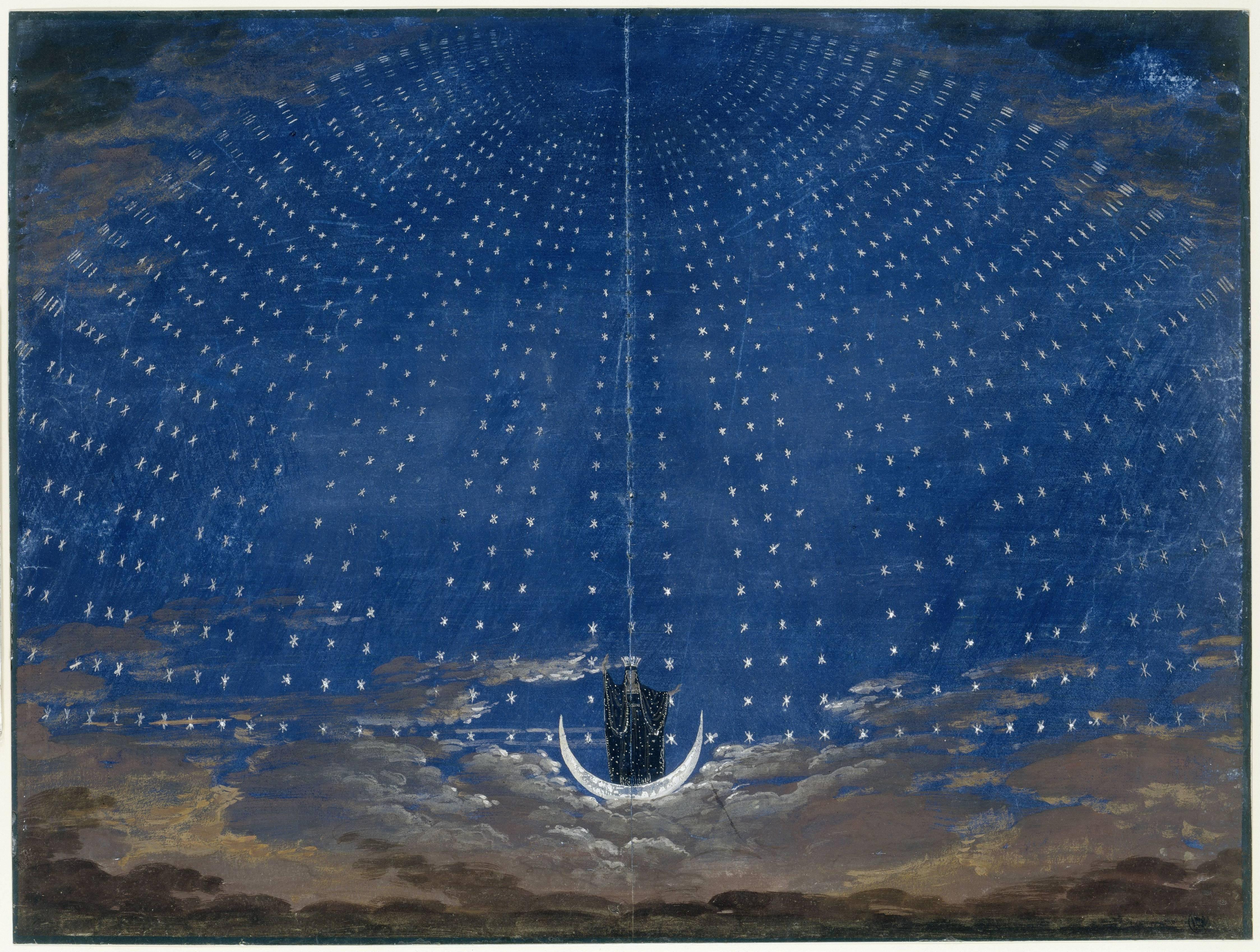
Escenari del 1815 per la Flauta màgica, per Karl Friedrich Schinkel

Perdut de viatge en un país desconegut, el príncep Tamino és atacat per una serp. Mentre lluita per evitar una mort segura, és salvat per les tres dames d'honor de la Reina de la Nit. Mentre el príncep està encara inconscient, les tres dames canten la bellesa del jove. Després decideixen d'anar a portar la notícia a la seva reina, però cadascuna d'elles vol quedar-se prop de Tamino proposant a les altres portar el missatge. Després de les discussions, desapareixen. El príncep es desperta i veu el cos inanimat del monstre, tot preguntant-se si ha estat un somni o si algú li ha salvat la vida. De sobte, sent el so d'una flauta. S'amaga i veu aparèixer Papageno, un ocellaire cobert de plomes multicolors. En el transcurs del seu primer diàleg, Papageno es vanagloria d'haver mort la serp. Les tres senyores reapareixen i el castiguen per aquesta mentida tot donant-li aigua en lloc de vi i una pedra en lloc del pa ensucrat que li donaven habitualment. Per acabar, el redueixen al silenci tancant-li la boca amb un cadenat d'or.
Les tres dames revelen llavors a Tamino que li han salvat la vida. Llavors li parlen de Pamina, la filla de la Reina de la Nit, li n'ensenyen el retrat i desapareixen. A la vista del retrat, Tamino s'enamora de la noia i somia en la felicitat que l'espera. Reapareixen les tres dames que li confessen de qui és Pamina presonera, i -immediatament- sorgeix en Tamino el desig d'alliberar-la. La Reina de la Nit apareix llavors i expressa la desesperació de veure la seva filla segrestada. Diu finalment a Tamino que si aconsegueix d'alliberar-la, Pamina serà seva per a l'eternitat i la Reina desapareix de sobte. Tamino es pregunta sobre el que acaba de veure i prega als déus que no l'hagin enganyat.
Apareix llavors Papageno, trist de no poder parlar més. Les tres dames reapareixen i l'alliberen del seu cadenat, fent-li prometre de no mentir més. Aleshores ofereixen a cadascun un instrument que els és enviat per la Reina. A Tamino li donen una flauta màgica, mentre que Papageno rep un carilló màgic. Aquests instruments els ajudaran a triomfar en les proves que els esperen. Els dos homes se'n van a la recerca de Pamina, cadascun pel seu costat.
Al palau de Sarastro, el serf moro Monostatos empaita Pamina fins que es troba amb Papageno. El moro i l'ocellaire es troben de cara a cara. Cadascun espanta l'altre creient estar en presència del Diable. Monostatos fuig i Papageno es troba sol amb Pamina. Li revela que un príncep vindrà a alliberar-la i afegeix que aquest príncep se n'ha enamorat bojament, tan aviat com ha vist el retrat d'ella. Pamina li fa un compliment sobre el seu bon cor. Afectat per aquestes paraules, Papageno li conta llavors la seva tristesa de no haver trobat encara la seva Papagena. Pamina el reconforta, i la princesa i l'ocellaire es complauen de cantar la bellesa de l'amor abans de fugir.
Mentrestant, Tamino és conduït cap als tres temples de la Raó, de la Naturalesa i de la Saviesa per tres genis que li recomanen de continuar sent ferm, pacient i discret. Després que no hagin acceptat l'entrada de Tamino en els dos primers temples, un sacerdot se li adreça per explicar-li que Sarastro no és un monstre tal com la Reina de la Nit li ha descrit, sinó que, al contrari, és un gran savi. A Tamino, immers en la solemnitat de la cerimònia, se li desvetlla una apassionada set de coneixements i comença a formular preguntes als sacerdots. Agafa la seva flauta màgica i n'acompanya el cant. Es troba llavors envoltat d'animals salvatges que surten del cau i que venen per posar-se als seus peus, encantats pel so de l'instrument. Només Pamina no respon als sons cristal·lins de la flauta, però sí que ho fa Papageno, que respon a Tamino amb el seu instrument. Content, el príncep intenta unir els dos sons.
Es troben llavors Papageno i Pamina, que espera trobar Tamino abans que Monostatos i els seus esclaus els agafin. Tot d'una apareixen aquests darrers i el moro ordena llavors que els fugitius siguin encadenats. Papageno es recorda que posseeix el carilló màgic i se'n serveix per embruixar Monostatos i els seus esclaus, que es posen a ballar i a cantar abans de desaparèixer. Una fanfara de trompetes trenca el silenci tot anunciant l'aprició de Sarastro seguit d'una processó de sacerdots. Pamina s'agenolla davant el gran sacerdot i li explica que intenta escapar-se de Monostatos. Aleshores aquest apareix arrossegant Tamino, capturat.
Tan aviat com es veuen, Pamina i Tamino s'abracen l'una i l'altre en presència de Monostatos i dels sacerdots. El moro els separa i, posant-se davant Sarastro, lloa els seus mèrits personals, esperant de ser recompensat. Tanmateix, és condemnat a rebre setanta-set cops de fuet.
Sarastro ordena llavors que Papageno i Tamino siguin conduïts al Temple de les Proves. El primer acte s'acaba amb un cor que lloa la virtut i la justícia.

### Acte II

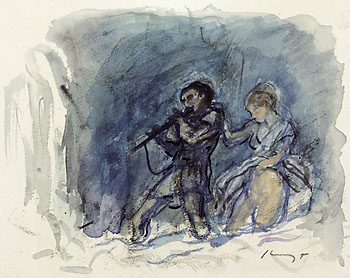
Tamino i Pamina
segons una representació de Max Slevogt del 1920

Sarastro anuncia als sacerdots que els déus han decidit de casar Tamino i Pamina. Però Tamino, Pamina i Papageno hauran de passar unes proves abans de penetrar al Temple de la Llum, que els permetrà oposar-se a les maquinacions de la Reina de la Nit. Sarastro prega a Isis i Osiris d'atorgar als candidats la força de triomfar sobre aquestes proves.
Els sacerdots interroguen Tamino i Papageno sobre les seves aspiracions. Les de Tamino són nobles, mentre que Papageno només s'interessa pels plaers de la vida, incloent-hi trobar una companya. La seva primera prova consisteix en una cerca de la veritat. Els sacerdots els ordenen de conservar el silenci complet i els deixen sols. Apareixen les tres dames de la Reina de la Nit. Tamino els oposa un silenci absolut, però Papageno no se'n pot estar i els parla. Els sacerdots reapareixen per felicitar Tamino i recriminar la feblesa de Papageno.
Durant aquesta escena, Pamina és estesa adormida en un jardí. Entra Monostatos, decidit a tornar a temptar la virtut de la noia. La Reina de la Nit apareix llavors, fent fugir Monostatos. Dona un punyal a sa filla i li ordena, amb un cant exaltat, de matar Sarastro; és la cèlebre ària de la Reina de la Nit:
| « Der Hölle Rache kocht in meinen Herzen, Tod und Verzweiflung (bis) flammet um mich her! Fühlt nicht durch dich Sarastro Todesschmerzen (bis), So bist du meine Tochter nimmermehr. (ter) Verstoßen sei auf ewig, verlassen sei auf ewig, Zertrümmert sei'n auf ewig alle Bande der Natur, verstossen, verlassen und zertrummert alle Bande der Natur (ter) Wenn nicht durch dich Sarastro wird erblassen! Hört! Hört! Hört! Rachegötter! Hört der Mutter Schwur! » | « Una còlera terrible consumeix el meu cor La desesperació i la mort m'inflamen Si Sarastro no mor de la teva mà Tu no seràs mai més ma filla. Que siguin per sempre desterrades, per sempre perdudes Per sempre destruïdes totes les relacions de la naturalesa desterrades, perdudes i destruïdes les relacions de la naturalesa Si Sarastro no expira pel teu braç Escolteu! Déus de la venjança! Sentiu el jurament d'una mare! » |

La Reina desapareix, i després Monostatos torna i intenta de fer cantar Pamina. Però ve Sarastro i aparta Monostatos sense miraments. El moro decideix llavors aliar-se amb la Reina. Sarastro declara a Pamina que castigarà sa mare.
Es tornen a trobar Tamino i Papageno als quals els sacerdots han tornat a demanar de guardar silenci. Com sempre, Papageno no se'n sap estar i dona conversa a una dona vella que se li presenta i que desapareix abans dir-li com se diu.
Entra Pamina i, ignorant el vot de silenci que han fet, s'apropa als dos hòmens. Desesperada que no li responguin, es pensa que Tamino ja no l'estima, cosa que li trenca el cor.
Els sacerdots reapareixen i proclamen que Tamino serà aviat iniciat. Sarastro el prepara per a les darreres proves. Pamina és introduïda al temple amb els ulls embenats després que li hagin dit que veuria Tamino per dir-li l'últim adéu. En realitat es tracta d'una prova i Sarastro es dedica a tranquil·litzar-la, però Pamina està massa abatuda per comprendre el sentit de les seves paraules.
Mentrestant, a Papageno se li atorga el dret d'acomplir un desig. Demana vi, però pren consciència que li agradaria per sobre de tot de tenir una companya, i canta el seu desig acompanyant-se del carilló. La vella reapareix i amenaça Papageno amb els pitjors turments si no accepta de casar-se amb ella. Li jura llavors fidelitat i tot seguit descobreix que és una jove i encisadora companya. Però un sacerdot els separa amb el pretext que Papageno encara no n'és digne.
En un jardí, els tres genis anuncien l'adveniment d'una nova era, de llum i d'amor. Salven Pamina, agitada per idees de suïcidi, i la tranquil·litzen sobre l'amor de Tamino.
Els sacerdots condueixen Tamino cap a les seves dues últimes proves: la del foc i la de l'aigua. Pamina s'ajunta a Tamino, guiant-lo a través de les seves últimes proves. Són acollits triomfants per Sarastro i els sacerdots.
Papageno, sempre a la recerca de la seva Papagena, està desesperat i considera la possibilitat de penjar-se d'un arbre. Els tres genis apareixen i li suggereixen d'utilitzar el carilló per atraure la seva companya. Aprofitant que toca l'instrument, els tres genis cerquen Papagena i la dirigeixen cap al seu amant. Després de reconèixer-se, la parella pot finalment conversar amb alegria.
Monostatos porta la Reina de la Nit i les seves dames cap al temple per a una darrera temptativa contra Sarastro. Però l'escena llavors s'inunda de llum i elles s'aparten deixant lloc a Sarastro i al cor dels sacerdots, que lloen els mèrits dels nous iniciats i exalten la unió per la força, per la saviesa i per la bellesa. La flauta màgica toca les últimes notes de l'òpera.

## Anàlisi musical
Pel que fa a la música, té bastants moments destacats, sent especialment coneguts, per la seva complexitat tècnica, les àries de la Reina de la Nit, O zittre nicht, on intenta motivar Tamino perquè alliberi la seva filla i sobretot Der Hölle Rache, on apareix la segona nota més aguda composta per Mozart per a la música vocal, un fa₆, per a la interpretació de la qual es necessita un grau de virtuosisme important. També són molt coneguts altres fragments, com el quintet de Papageno, Tamino i les Tres Dames, Hm, hm, hm ..., amb certa comicitat, o l'ària de Sarastro, In diesen heil'gen Hallen, on mostra la seva saviesa amb la veu de baix. També les intervencions de Papageno, amb la seva ària Klinget, Glöckchen, klinget i sobretot el seu duo amb Papagena.

## Arguments filosòfics

### El sentit explícit sobre l'escena
Combat de la llum contra la nit, les il·lusions i els enganys, permetent la instauració d'un ordre nou, que hereta de l'ordre antic i de les llums. El bé triomfa, simbolitzat per l'amor trobat pels personatges.

### Sentits més complexos
Si es fa abstracció de les etiquetes (nit, llums…), la trama sembla complexa, barrejant elements clàssics i altres de més originals. S'hi veu sobretot:
- una potència (la reina) que demana l'ajuda d'algú que encara no és res més que un potencial, a qui dona els instruments de l'èxit; ella acaba per fer-se reemplaçar per aquest peó fet príncep victoriós.
- un home (el príncep) que eludeix la seva condició de servidor conquerint pel seu compte el que tenia com a missió de recuperar, i explotant intel·ligentment una ideologia a la qual no se sotmet en aparença (la història no diu si ho fa realment).
- un home (el príncep) que travessa proves iniciàtiques, aprèn a dominar-se (amagar els seus sentiments, etcètera) i així conquereix el món (l'amor, el tron); un altre home (el servidor) que actua igualment ingènuament però es fa conquerir.
- un pensador, filòsof, el qual a la vegada manipula el cavaller per fer triomfar les seves idees, i sobretot donar-se la legitimitat per conquerir el poder.
- una revolució al final de la qual tot resta igual: només els individus han estat intercanviats, l'ordre social subsisteix, els nobles i els plebeus continuen estant separats.

## La flauta màgica i la maçoneria

L'escaire i el compàs, símbol maçònic

L'obra maçònica per excel·lència de Mozart és el singspiel La Flauta Màgica. Aquesta òpera, que ha esdevingut una de les més cèlebres, és considerada per molts estudiosos com un manifest maçònic. Sota l'aparença d'un conte de fades innocent, s'amaguen molts dels ideals i simbolismes maçònics que Mozart va introduir (subtilment en alguns casos, obertament en molts més) tant en el llibret com en la música. El missatge essencial que Mozart volia transmetre a través de La Flauta Màgica era que els valors humans han de dominar i l'amor ha de triomfar sobre la venjança, dos dels pilars sobre els quals es basa la Maçoneria.
Pel que fa als aspectes rítmics, l'exemple més clar i evident es troba en els tres acords inicials de l'obertura de La Flauta Màgica que simbolitzen els tres trucs que es realitzen a la gran porta dels Temples Maçònics (les Lògies).
En aquest singspiel hi trobem infinitat d'elements que s'identifiquen ràpidament amb el simbolisme maçònic: la ja mencionada introducció de l'obertura; la figura dels sacerdots d'Isis i la seva confraria d'Iniciats; la contraposició dels personatges de Papageno i Tamino; molts tractaments rítmics i tonals fonamentats en la simbologia maçònica, etc..
Antonio Coen, un dels maçons més eminents del segle xx va dir: La Flauta Màgica constitueix, de principi a fi, una cerimònia d'iniciació maçònica.
És indubtable, doncs, que la maçoneria va ser una inesgotable font d'inspiració i de coneixements per a Mozart, i que per entendre plenament el significat de moltes de les seves obres, cal tenir present aquesta influència.

## La Flauta màgica: Komische Oper de Berlín
El 25 de novembre de 2012, la companyia anglesa "1927" estrenava una realització de l'òpera La Flauta Màgica de Mozart. L'estrena va tenir lloc a la Komische Oper de Berlín i va ser dirigida per Suzanne Andrade, Paul Barrit i Barrie Kosky, i Henrik Nánási com a director musical. El 2017, la gira continuava i es preveia que continuaria, a causa de l'èxit assolit.

### Escenografia peculiar[3]
L'escenografia és peculiar. Està formada per una gran pantalla de projecció gran on es veuen les animacions de Paul Barrit, i cinc portes giratòries on apareixen els personatges.